# Hope (Vorname)
Hope ist ein weiblicher (mitunter auch männlicher) Vorname.

## Herkunft und Bedeutung
Der Name entspricht dem englischen Wort für Hoffnung und wurde von den Puritanern im 17. Jahrhundert als einer von mehreren so genannten „Tugendnamen“ eingeführt. Hoffnung ist im Christentum eine der drei Theologischen Tugenden Glaube, Hoffnung und Liebe.

## Namensträgerinnen
- Hope Arthurine Anderson (1950–2016), jamaikanische Schachspielerin
- Hope Davis (* 1964), US-amerikanische Theater- und Filmschauspielerin
- Hope Emerson (1897–1960), US-amerikanische Schauspielerin
- Hope Holiday (* 1938), US-amerikanische ehemalige Schauspielerin und Filmproduzentin
- Hope Lange (1933–2003), US-amerikanische Schauspielerin
- Hope Bridges Adams Lehmann (1855–1916), britische Ärztin
- Hope Mirrlees (1887–1978), britische Dichterin, Romanautorin und Übersetzerin
- Hope Powell (* 1966), englische Fußballspielerin und -trainerin
- Hope Sandoval (* 1966), US-amerikanische Sängerin und Songschreiberin
- Hope Solo (* 1981), US-amerikanische Fußballspielerin auf der Position der Torhüterin
- Hope Summers (1896–1979), US-amerikanische Schauspielerin

Mittelname
- Claire-Hope Ashitey (* 1987), britische Schauspielerin
- Laura Hope Crews (1879–1942) war eine US-amerikanische Schauspielerin

## Namensträger
- Hope Crisp (1884–1950), britischer Tennisspieler
- Hope Grant (1808–1875), britischer General

Mittelname
- John Hope Franklin (1915–2009), US-amerikanischer Historiker
- William Hope Hodgson (1877–1918), US-amerikanischer Schriftsteller

## Nachweise
1. ↑  behindthename.com: Hope